# 邁克爾·布朗命案
邁克爾·布朗命案於2014年8月9日發生在美國密蘇里州聖路易斯縣弗格森。事發時，18歲的非裔美國青年邁克爾·布朗（英語：Michael Brown，以下簡稱布朗）在未攜帶武器的情況下，遭到28歲的白人警員達倫·威爾遜（Darren Wilson）射殺。 布朗並未攜帶武器， 且沒有任何犯罪記錄，在被射杀前他仅与警員接触了不到3分鐘。 當地警方認為布朗涉嫌一起搶劫案，但直到被射殺时他和警員之間都沒談到劫案一事。 警員威爾遜已經在當地警局工作了4年，之前還有2年待在別的警局， 也沒有違規記錄， 還曾被稱讚敬業。
這起事件引发連續多日的抗議行動，甚至出現暴動，警方派出大量警員、裝甲車，並發射了催淚瓦斯和橡皮子彈試圖平息騷亂，聯邦調查局（FBI）也介入調查。美國總統巴拉克·奧巴馬向布朗的家人發出慰問，並要求美國司法部進行調查。而在8月16日，為了維持當地治安，州長傑伊·尼克松宣佈當地進入緊急狀態，这意味着弗格森午夜到上午五點間将實施宵禁。 然而，宵禁也無法控制局勢，因此第二天州長出動密蘇里國民警衛隊以協助當地警察維持治安，宵禁命令則被撤銷。虽然经历了大规模的抗议行动，涉案警官仍被判正当防卫，免于起诉。

## 案情
8月9日正午12點時，布朗和友人多里安·約翰遜（Dorian Johnson）正在前往布朗的祖母家的途中。 弗格森警員達倫·威爾遜（Darren Wilson） 在他們身邊停下，並要求二人走到人行道上。結果二人與警員威爾遜發生爭執，威爾遜持其隊友的槍在警車內向二人開槍，兩人連忙奔逃。 但威爾遜並未停止射擊，而是離開警車繼續追逐二人，并多次朝兩人開槍，給布朗造成致命傷害。布朗在距離警車35英尺（11）的甘菲爾德路（Canfield Drive）2009區倒地死亡。 根據CNN記者安娜·卡布雷拉（Ana Cabrera）報道，從警員與布朗相遇到布朗死亡不超過3分鐘。
根據警察局長湯姆·傑克遜（Tom Jackson）所述，警員在遇到布朗時是在執行關於一家便利店的“嚴重武裝搶劫”（strong arm robbery）的任務。 傑克遜還說警員一開始並不認為布朗是劫匪， 但是因為遇到布朗時，後者正走在交通阻斷的大街中央， 而且手持雪茄，因此認為布朗“可能是劫匪”。 同時根據警察局的記錄，布朗的長相很接近在商店搶了價值50美元雪茄的嫌犯。

## 证词

### 多里安·约翰逊的证词
根据证词，布朗的朋友多里安·约翰逊事发时與其同行，警察把他们拉到身边，喊道：“给我他妈的走人行道！”约翰逊回应这名年轻男子，称：“还有一分钟就到（他们的）目的地了，（他们）很快就會離開街道。”约翰逊表示，對方一语不发地把车往前開，然後突然倒退，把车停在十字路口，差点撞到两人。他说：“我们離得很近，幾乎只有几英寸远，當他尝试用力地打开车门时，车门撞上我和大麦克，彈回了警察那兒。”
那时警察仍在车子里，穿过开着的窗口抓住布朗的脖子。布朗试图扯开他，但警察继续将布朗拉到跟前。约翰逊表示，布朗“根本没够到警察的武器”，坚称布朗试图逃离警察，而不是拿起他的武器作出反击。警察操起武器，嚷着“我要毙了你”“我要开枪了”，几乎就在瞬间开枪击中布朗。
紧随第一声枪响，约翰逊称布朗摆脱了自己，两人夺路而逃。警察离开车子，开出第二枪击中约翰逊身后的布朗。约翰逊表示，布朗那时转过身，举起双手：“别开枪！我没有枪。”警察竟然开了数枪，杀死布朗。约翰逊的律师表示，威尔逊没有抢救布朗，没有寻求医疗帮助，“他没有询问中枪的人。”约翰逊案发后不久告诉当地电视台，威尔逊开火时没有事先警告。此录像被传至国家电视台。

### 警方证词
8月10日，圣路易斯县警察局长乔恩·贝尔马尔表示，“这起枪击案的起因是布朗与警员肢体冲突。”但弗格森警车没有使用仪表板摄影机，因此，案发时没能留下视频。根据贝尔马尔，威尔逊离开车子时，被布朗推回去后在车里遭到殴打。布朗据称曾抓住威尔逊的配枪，缠斗过程中至少开了一枪。贝尔马尔承认，两人相遇过程中开了不下两枪。
最初，弗格森警察局拒绝透露威尔逊的身份，并称其被列入行政许可。8月13日，弗格森警察局负责人汤姆·杰克逊透露了涉事警员。8月15日，杰克逊宣布，涉及案件的警员为达伦·威尔逊。杰克逊称，威尔逊从警五年，是部队中的老将，从未有过违纪行为。这跟8月26日《纽约时报》所更正的六年相悖。该错误在随后的关于威尔逊和布朗生平的文章再次出现。杰克逊表示，案发数分钟前，现场附近的一家便利店遭到“铁腕式”抢劫。便利店的业主告诉KTVI，报警的并非员工，而是店里的顾客。
数小时后杰克逊称，威尔逊拦下布朗时不知道发生了抢劫。再后来，杰克逊告诉NBC新闻，威尔逊碰见布朗走在大街上时，看到他手中的雪茄，就认为他可能犯下抢劫。几天后，警方表示威尔逊在警局里作证时称布朗放低了胳膊，警官害怕被年轻人袭击，就决定采用致命武力。《连线大西洋》和MSNBC注意到警方声明的性质变化。
8月19日，《纽约时报》援引执法人员，“威尔逊警官离开车子，那男子逃跑。警官开火，但没有伤到人。”
8月20日，福克斯新闻频道和ABC新闻援引背景来源，威尔逊在事件中遭受严重的面部损伤。ABC新闻称该消息来自“威尔逊身边人”，福克斯却称源自“警局高层”。据福克斯的消息，威尔逊被打到几乎失去知觉，眼眶骨折。威尔逊受到精神创伤，吓到了家人，受伤和惊吓（让陪审团）为他举出例子。”第二天，CNN的唐·雷蒙报道，一名弗格森警方的匿名人士透露，事后用X射线并未检查到眼眶骨折，威尔逊处理了面部肿胀后即被许出院。
8月21日，MSNBC的劳伦斯·奥唐奈报道，威尔逊并未完成事故报告。根据奥唐奈所述，威尔逊直到案发数十天后才提交报告，报告没提到他的名字和生日。圣路易斯县检察院表示，弗格森警察局从未交出报告。
8月20日和21日，圣路易斯县警方和弗格森警方各自公布了事故报告，给出了警方赶到现场的时间，并将事件归为凶杀案，但两份报告没有说明动机。
《赫芬顿邮报》的萨基·科纳佛评论道，弗格森的事故报告中案发时间、地点及“综述”“几乎空白”。在科纳佛看来，警方报告一般包含犯罪现场细节、目击证词和所有涉案警员的姓名。美国公民自由联盟法律总监范尼塔·古普塔表示，“报告进一步表明弗格森警方提供的案件信息缺乏透明度。”县警方发言人表示，他们提供的资料包括法律要求出示的详细内容，其他信息“直至调查结束受到保护”。报告指出，案发40分钟后的凌晨0点43分，警方已获悉谋杀案，但直到1点30分才抵达现场。发言人表示警方那时正调查另一桩罪案而反应缓慢。

### 其他证人
除了多里安·约翰逊的证词，一些人也作了目击证词，还在枪击案后提供事件录像。蒂凡尼·米切尔来到该地区接同时皮亚杰·克伦肖时，接受当地及国家新闻媒体的采访。

#### 詹姆斯·麦克奈特
麦克奈特亲眼目睹了案件，布朗转身面向威尔逊，双手上举。“我看到蹒跚走向警官，不是冲向他。警官离他有六七英尺。”麦克奈特表示。

#### 迈克尔·布雷迪
住在案发现场附近的迈克尔·布雷迪，起初看到警车上的争执，并从一个车窗看见里面。他说，“觉得有点不对劲，这只是口角。我没说他有没有跟警官推搡之类的。但，我从车窗看见的有点不太对。”布雷迪表示，约翰逊坐在车子前排一侧的位子上，他突然和布朗追了起来时，没有听见枪响，还是看到让两人追逐的事情。他还表示，他看见威尔逊走出巡逻车，向逃跑中的布朗开枪时，开始时步履轻快。
随后，布雷迪拿着手机跑到外面录下事件。当他走到外面时，布朗正转身面对威尔逊。布朗被“揉成团”，胳膊在肚子下面，有一半挨着地面。当他倒下时，布朗朝威尔逊迈了一两步，大概被击中的布朗踉跄着前行，威尔逊又朝他开了三四枪。威尔逊撞到他面前，中了枪的布朗倒在地上，这一景象被布雷迪拍下。

#### 皮亚杰·克伦肖
克伦肖的观点是，威尔逊向车里的布朗开枪时，曾跟布朗比腕力。威尔逊随后追着布朗大概20英尺后，再次朝布朗开枪。克伦肖表示：“我看到警察追他······在街上，他开枪了。”她补充道，布朗后来举起双手时，警察又向他开了两枪，干了他。
此前8月10日有报道称，克伦肖表示看到布朗试图逃跑时，双手上举，跑时中了枪。
8月18日，巴登公布事件报告后，克伦肖告诉CNN，布朗逃跑时背部没有中弹，“很明显没中，但我认为就像尸检报告那样，是被子弹擦过。最后，他刚转身，我后来猜是子弹擦过他的胳膊，他转过身来，中了很多枪。”

#### 蒂梵尼·米切尔
蒂梵尼·米切尔到现场去接同事皮亚杰·克伦肖。8月13日接受CBS电视访问时，米切尔表示目击布朗和威尔逊透过车子的窗户颤抖起来。“这孩子被拉出去，警察则相反，”她刚要拿出手机录像时，就听到一声枪响，“我赶紧离开。”第一声枪响过后，她表示，布朗开始逃跑。“枪响后，那孩子逃脱了，警察就跟着他，不停地开枪，那孩子像被打了似的倒地，他举起手猛地转过来，警察追着他开枪，直至将其击毙。”

#### 推特网友
一位不愿透露姓名的推特网友目击了枪击案，称威尔逊两次朝逃跑中的布朗开枪，另有五枪是布朗转身面對威尔逊時發射，且对其进行人身侮辱。。

#### 视频证人
有消息来源显示，一名身份不明的旁观者，在案发后不久录下视频，似乎支持警方的证词 。据《每日来电》所述，布朗停下脚步后转过身：“接下来他转过身去面对警察，警察用枪指着他，向摆脱它。我想警察与他擦身而过。”该旁观者表示，他至少听到“五次枪声”，称“那位老兄开溜后，警察就跟上了。”

#### 匿名录音
8月27日，CNN公布了一段据称是枪击案录音。一位身份不明的人士派律师，就这段枪击案时的语音留言索赔。12秒的录音包含一系列的枪声，有短暂的停顿，接着又是一连串枪声。CNN音频专家保罗·金斯伯格表示听到6声枪响，一阵停顿过后是4声枪响。金斯伯格对停顿表示关心，称不仅是枪声的数量，还有它们是如何发射的，这与案件的最终结果有巨大的关联。”其他人，包括匿名男子的律师表示听到11声枪响。
CNN尚未能独立验证录音的有效性，就将其交给FBI进行分析。前洛杉矶警察局官员戴维·克林格和CNN法律分析师汤姆·富恩特斯担忧该录音是个幌子，可能被操作或剪辑过，皆因录音被公布时，枪击案已过去两周。富恩特斯指出，枪击案的证词大多数是案发时早前，在录音中断时车子附近仅响起一声枪响。富恩特斯进一步表示，如果录音被证实，是双方争论案发过程的有力证据。8月28日，视频消息服务商Glide确认音频于案发当日凌晨0点02分上传至网站。
《国民评论》的查尔斯·库克还指出第一枪与多里安·约翰逊的证词不匹配，却跟皮亚杰·克伦肖的说法一致。

## 调查

### 警方调查
因弗格森警察局长汤姆·杰克逊案发后请求，圣路易斯县警察局长乔恩·贝尔马尔8月10日宣布负责事件调查。弗格森警察局因考虑到安全，起初拒绝透露涉案警员，拒绝承诺发布完整尸检报告的限期。圣路易斯县检察官罗伯特·P·麦卡洛克确定提出指控。8月20日，评审团就案件进行听证。
县长查理·杜里呼吁设立特别检察官，称麦卡洛克“留有偏见，不适宜处理本案。”民主党人认为在起诉执法人员的争议情况下，调查应由上级机关开展，麦卡洛克理应退出。

### FBI介入
8月11日，联邦调查局开启事件的民权调查，司法部长责成司法部工作人员监督进展。FBI圣路易斯县驻地办事处发言人表示，FBI对调查的决定与抗议和骚乱无关 。
8月16日，密苏里州公路巡逻队队长罗恩·约翰表示，40位FBI特工正挨家挨户上门寻找可能有案件信息的证人。同时，司法民权司及美国联邦律师办公室均参与调查。

### 司法部调查
8月13日，美国密苏里州东区检察官理查德·G·卡拉汉公布民权调查情况。
8月17日，总检察长授权联邦法医对布朗进行额外尸检。司法部发言人称“本案涉及特殊情况”，布朗家人要求尸检。
9月4日，司法部宣布计划调查弗格森警方侵权民权，民权司将进行“模拟与实践”调查，全面检讨警队政策。

### 细节披露
8月15日，弗格森警方公布信息，布朗和约翰逊是便利店“铁腕抢劫”的嫌犯（该案定义为使用武力而非武器的抢劫）。报告指出，便利店的监控录像（被公布）显示，布朗抢了一盒斯威舍甜雪茄，随即与店员发生“明显的斗争和对抗”。汤姆·杰克逊表示，上午11点51分接获报警，调度员描述劫匪后，达伦·威尔逊于12点01分遇见布朗和约翰逊。8月15日，杰克逊表示，最初与布朗的接触与劫案无关。警察不知道布朗是劫匪，因为阻碍交通而将两人拦下。多里安·约翰逊的律师弗里曼·伯斯里证实，两人实际上进入便利店拿走小雪茄，而约翰逊也将该事实告知FBI、司法部和圣路易斯警方。在先前的采访中，约翰逊描述案发时没有提及与布朗之前到过便利店，或者是布朗偷过东西。杰克逊表示，约翰逊不会被指控抢劫，已断定他没有偷东西还使用武力。
8月15日，警方公布抢劫事件和枪击案报告材料包。杰克逊公布向布朗开枪的警官达伦·威尔逊，密苏里州克雷斯特伍德人。
被问及警方为何公布视频的杰克逊称要回应新闻界，作出回应《信息自由法》的大量请求。关于威尔逊，杰克逊称他是“君子”，为人低调，从未想过会发生这种事。公路巡逻队队长罗纳德·约翰逊指责报告公布前没有事先告知，称：“我已做出协商。”司法部敦促不要发布录像，称会加剧紧张局势，但杰克逊不顾反对公布监控录像。
这是警方首次披露抢劫案细节，但没有提供冲突的额外信息，交代布朗最终被开枪打死的原因。

#### 反应
布朗家人发表声明谴责警察局长传播信息，称这种方式损害了布朗的人格。警方在自己的孩子举起双手时的处决方式，这一已经摆在面前的事实没有道理可言，这是明显的投降。弗里曼·博斯利证实布朗从店里拿过雪茄。“我们看过他们声称出现某种强力作案工具的录像，”博斯利称。“我们需要录像，我的客户告诉FBI，他们进过商店，布朗确实拿了雪茄，他也把这告诉给司法部和圣路易斯县警方。”先前的采访中，约翰逊回忆枪击案时，并未提及与布朗案发前曾到过便利店，或者是布朗偷过东西。
美国公民自由联盟的安东尼·罗欣起诉事件报告。他向ABC新闻指出：“发布记录虽说公平，但掩盖其他的公共记录，似乎有意转移公众视线。他们隐藏了动机······使得公众猜想被掩盖的原因。”
新泽西罗格斯大学警察学院教授韦恩·费舍尔表示：“如果抢劫是初次接触的原因，就构成针对性······若不是就无法构成。若警察认为他的生命处于危险中，案件中所使用的武力需要授权，这个问题与布朗是否是劫匪无关。”纽约市前地方检察官、现约翰·杰伊刑事司法学院教授尤金·奥唐奈表示，尽管警察拦住乱穿马路的布朗，布朗会认为警察知道抢劫案：“很明显警察的反应不受影响，但可能影响到（布朗）对警察的反应。”
任教于密苏里州大学圣路易斯校区的丹尼尔·埃瑟姆二世，曾是圣路易斯县警察局长，杰克逊的上级，他表示：“很明显，弗格森对案件的严重性不知所措，警方只考虑发布信息的合适时机，并未考虑到其影响。”
8月17日，尼克松州长接受CBS《面对国家》节目采访时，指责当地警察局长公布抢劫录像，再次引发骚乱。他表示，“你把画面发布了，会有煽动性效果，这显然丑化了在街上被击毙的受害者，你发布的信息玷污了他，相应的，有很多乡亲注意到这一点。我认为这煽动性又回来，害得我们又得出面处理。”

### 尸检
布朗被三次执行尸检，三次都注意到至少有六次枪击，其中两次头部中枪，背部没有中枪。

#### 县警方尸检
当地法医向国家检察官发布的报告称，布朗身体前部被射中。圣路易斯县医疗检验员玛丽·凯斯要求提供详细资料。她已布朗的死因正持续调查而拒绝进一步评论。

#### 独立尸检
布朗死亡後，其家人聘請了紐約市前任首席驗屍官邁克爾·巴登法醫進行屍檢。巴登的獨立屍檢報告顯示，布朗身上至少中了六槍，其中頭部兩槍，右手臂四槍。其中有一颗子弹贯穿布朗颅骨顶部，显示他当时在身负致命伤情况下躬身前倾，因而头顶中弹。这颗子弹打烂了布朗右眼，贯穿面部，从下颚穿出，再进入锁骨。他的屍體上没有任何跡象顯示他曾經和警員發生過肢體衝突，他的身体上也没有任何火藥殘留，表明布朗在遭受枪击的时候和警员之间的距离“至少有几英尺”。布朗家屬的律師帕克斯認為，屍檢報告表明，布朗在試圖低頭投降時頭部頂端中槍。
协助巴登的肖恩·L·帕斯尔斯表示，右臂伤口与布朗背向警官时双手举过头顶及所处的防守地位一致。
巴登并未检查受害者的衣服，X光显示体内并未残留子弹，无法确认衣服是否残留火药。他表示：“现在让法医案件重演的资料还很缺乏，”身为纽约州警察法医的他表示：“你不会想看到中了这么多枪的人。”至少有两名评论员指出尸检与某些方面证人的矛盾，包括布朗背部中枪、威尔逊抓住布朗的颈部开枪。

#### 联邦政府尸检
检察总长埃里克·霍尔德安排第三次尸检布朗。8月19日，军事法医公布验尸结果，布朗中了六枪，直至联邦调查结束不会透露更多细节。

### 大陪审团
8月20日，陪审团就布朗枪击案进行听证，决定“犯罪是否因可能的相同理由再犯。”圣路易斯县检察官罗伯特·P·麦卡洛克表示，国家计划在10月中旬向陪审团提交证据。8月17日，全国有色人种协进会会长康奈尔·布鲁克斯，要求为案件设立特别检察官，会弗格森黑人社区的公信力。8月21日，州参议员加米拉·纳希德上交一份有7万人签名的请愿书，要求麦卡洛克回避。
在枪击案发生前就已经组成的12人大陪审团中，至少有9人必须同意发出起诉书，案件方可以被审理。大陪审团包括3名黑人议员（一男两女）和9名白人议员（六男三女），符合当地人口组成。巡回法庭法官卡罗琳·惠廷顿随即判断有关陪审员的人口信息可用，法院的司法管理人分析了性别和种族情况。
11月24日，密苏里州大陪审团宣布针对弗格森枪击案的裁定结果，涉事警察达伦·威尔逊被免于起诉。大陪审团说，由于认定威尔逊使用武器合法，决定不起诉威尔逊。布朗家人对这一裁定表示“深切失望”。

## 抗议活动

### 8月10日

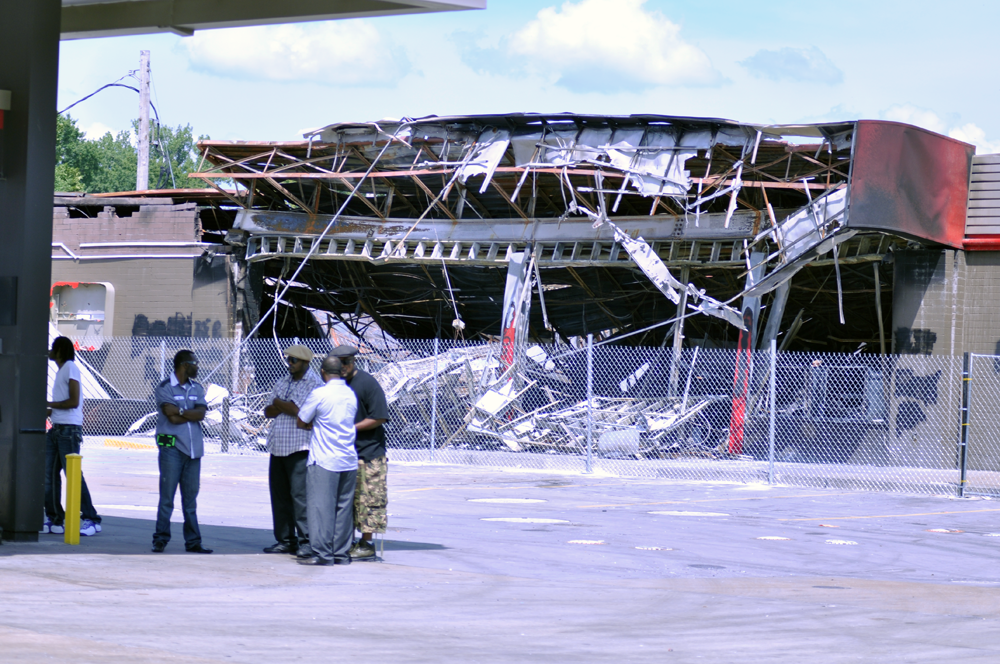
被烧毁的QuikTrip燃气站

纪念活动有秩序地展开，但一小撮人在烛光晚会后变得不安分。当地警察局立即派出150名防暴警察。有人已着手洗劫企业、损坏车辆、对抗试图封锁城区数条街道的警察。至少有12家企业被抢劫或遭破坏，一处加油站被纵火，有30多人被捕。许多窗玻璃被打破，数家邻近企业周一歇业。人们面临袭击、抢劫和盗窃等指控罪名。警方运用防暴装备和直升机等装备，于凌晨2点驱散人群。两名警察在事件中受轻伤。

### 8月11日
警方发射催泪瓦斯和橡皮子弹，驱散烧糊QuikTrip便利店外墙的人群，这家店昨晚刚被抢劫。据报道，枪声响彻弗格森镇，五人被捕。有示威者向警方投掷石块。警方向抗议者发射催泪瓦斯和豆袋弹，抗议人群不乏州参议员玛丽亚·查普尔-纳达尔。

### 8月12日
数百名抗议者聚集在县城克莱顿，要求向参与枪击案的警员追究刑事责任。弗格森镇的抗议者举着标语，双手高举高喊着：“不许开枪！”据警方表示，有示威者向警察投掷瓶子，促使警方使用催泪瓦斯驱散人群。翌日，70名特警队员抵达抗议地点，要求示威者散去 。当晚，警方采用烟雾弹、闪光弹、橡皮子弹和催泪瓦斯驱散人群。KARG阿格斯广播的现场视频画面显示，弗格森警方想整个居民区发射催泪弹，还禁止记者摄影。
8月12日到13日晚间，警方向示威者和记者发射催泪瓦斯和橡皮子弹。在警方示意示威者离开后，至少7人被捕。CNN有摄影师拍到警方曾向一小撮示威者大喊：“过来，你个畜生，过来！”。

### 8月13日
当地警方肃清麦当劳餐厅时，逮捕了《华盛顿邮报》记者韦斯利·洛厄里（Wesley Lowery）和《赫芬顿邮报》记者莱恩·雷利（Ryan Reilley）。据称，警察曾要求人们在45秒内撤离，但因移动速度不够快，最终采取更有力的措施，将人们清出麦当劳。“我不知道警察要让我从那扇门离开，他就把我撞在一台汽水冷冻机上，”洛厄里表示。《华盛顿邮报》的执行编辑马丁·拜伦发表一份声明，称“没有将韦斯利·洛厄里逮捕的绝对理由，”认为警察的行为“是完全物理的，这种新闻自由的攻击将被报道。”
周三晚上，半岛电视台美国记者报道弗格森镇的抗议，遭到特警用催泪瓦斯和橡皮子弹攻击。一名警察被拍到后，将记者的摄像机推向地面，并把采访设备拆除。该台美国部发表声明，称“对新闻自由的攻击令人震惊，显然是对我们报道这一重大事件能力的寒蝉效应 。8月14日，星期四，圣查尔斯县特警队发表新闻稿，指“特警队没有阻止媒体报道，是在记者的同意下才把设备搬走。”有清晰视频，捕捉到一辆标有“圣查尔斯县特警队”的车辆，用大灯照了半岛台的摄像机后，将其撞倒。
弗格森警察局长否认压制任何媒体。美国总统奥巴马认为这侵犯了《美国宪法第一修正案》，称“警察过度使用武力对付和平抗议是没有借口可言的，将抗议者送进监狱是依法行使修正案的权利，但在美利坚合众国，本分工作的记者，是向美国人民报道他们所看到的事，警方不应该侮辱或逮捕他们。”
圣路易斯市议员安东尼奥·法兰奇，在社交媒体记录了抗议活动，周三晚上就遭到警方逮捕。法兰其表示，他钻进车子，逃离警方发射的催泪瓦斯和烟雾弹。尽管他待在自己的车子，却被走近的警察拖下车，最终因非法集会被逮捕。周四从监狱释放后，他向记者表示，有数十人被“维稳部队”逮捕。“监狱里头遍布维稳人员，”他表示，“他们围捕了错人······有牧师、和平的青年团体。”
新闻自由记者委员会、媒体和新闻自由大联盟，致信弗格森镇警察部队，抗议骚乱报道抗议活动的记者。

### 8月14日

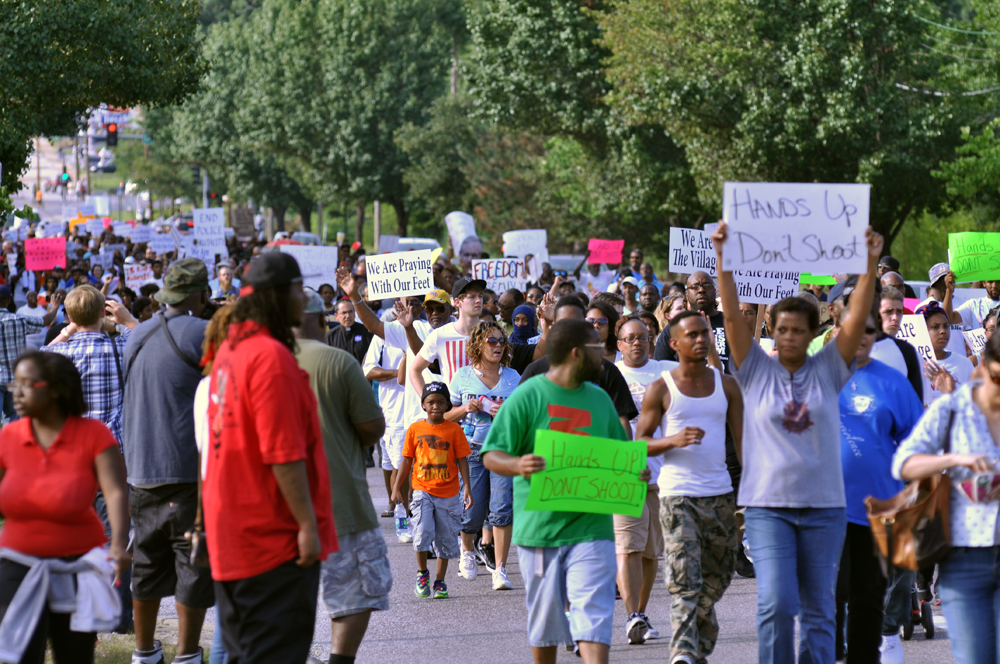
8月14日傍晚的游行

密苏里州美国联邦参议员克莱尔·麦卡斯基尔表示：“警方军事化回应抗议者持续升温。”圣路易斯警察总长山姆·多特森表示，不会采用被透露的军事手段维护治安。多特森表示，“我的直觉告诉我，我所看到的，不是城市中战术，我是从来不会把部下置于那种境地的。”多特森不愿让各显警察局联手的原因，是县警方种族歧视的历史。在发给对种族定性表示关注市议员的电邮中，他写道：“我同意取消我们的战术协助。周二或周三晚，我们没有向弗格森派遣战术资源。我们唯一的增援是四名协助疏导交通，确保行人和司机安全的交警。上周四，我们没有警察协助弗格森。”
密苏里州州长杰伊·尼克松在记者招待会上表示，密苏里州国家高速路巡警，将接管战术遭到广泛批评的圣路易斯县警察，指出变化会是“行动换位”，警方只在必要时采取武力，一般会退让。尼克松称，公路巡警队长罗恩·约翰逊，将监督弗格森镇的安全。美国黑人约翰逊，称自己在社区中长大，“对我而言，这意味着很多，我们要打破暴力循环。”尼克松又称，“弗格森人希望他们的街道远离恐吓和恐惧，但过去几天里，它变得有点像战场，这不能被接受。”圣路易斯县检察官罗伯特·P·麦卡洛克批评州长的决定，称“他今天的所为可耻，没有这样做的法律效力，贬低了县警察局的男女干警。”
8月14日傍晚时分，约翰逊上尉在弗格森组织了大规模的和平游行。

### 8月15日
弗格森警察局长汤姆·杰克逊公布涉及上周五枪击案的警员名单。当天距布朗被警察枪杀快一周。杰克逊公布名单前，称几分钟前在附近的便利店“弗格森酒市场”（Ferguson Market & Liquor）开火的抢劫犯是“铁腕”。警方报告在新闻发布会上公布。报告指出布朗是抢劫犯罪的嫌疑人。几小时后，杰克逊再次举行记招，称威尔逊拦下布朗时，不知道抢劫的事。
周五晚，抗议活动以“几乎是庆祝的方式”，在QuikTrip旁继续，直至晚上11点警方抵达。星期六深夜1:30左右，暴徒闯入并洗劫“弗格森酒市场”，布朗遇害前曾抢劫过那里，此外还有其他商家。起初商店被闯入，一群示威者和围观者，聚集在附近商家的店面，试图阻止进一步的闯入。

### 8月16日
由于昨晚的抢劫和破坏，尼克松在记招上宣布紧急状态，从午夜到凌晨5点，全镇实施夜间宵禁。有居民在新闻发布会上表示，执法人员被暴力的军事战术有煽动性。约翰逊表示，警方不会强制采用装甲车和催泪弹宵禁，而是与示威者沟通，让他们有时间和机会在宵禁前离场。

### 8月17日
清晨，有警员违反先前的承诺，携带催泪瓦斯出动，枪杀一名示威者致其重伤。警方表示没有开火。另有七人被捕。当天上午，密苏里州高速公路巡警发言人宣布，宵禁延长至第二天。

### 8月18日
鉴于宵禁期间的暴力冲突，尼克松发出行政命令，要求国民警卫队“协助恢复和平秩序，保护弗格森公民”。尼克松另宣布，当日晚上取消宵禁。国际特赦组织派出13名人权活动家组成的队伍，寻求与官员会面，教导当地活动者非暴力抗争的方法。警方命令媒体离开。摄影记者斯科特·奥尔森被警方逮捕。在听取总检察长埃里克·霍尔德汇报事件后，奥巴马派遣特使前往弗格森监察骚乱。
当日晚间，数百万示威者中，有人向警方人墙投掷酒瓶，警方遂与民众推搡，有神职人员及社区领袖被顶住武器，才避免对抗升级。78人被逮捕，包括上前解围的莱恩·迪威洛。德国记者安斯加尔·格劳和弗兰克·赫尔曼，据报被一名称自己为“唐老鸭”的身份不明的警告逮捕。

### 暂告段落

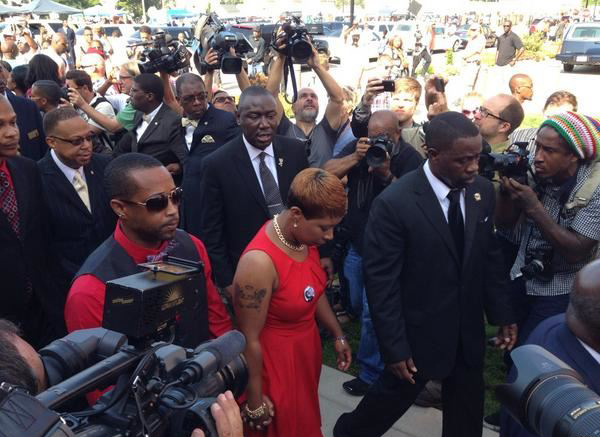
布朗的母亲莱斯利·麦克斯帕登出现在葬礼上

8月20日，司法部长埃里克·霍尔德前往弗格森，慰问当地居民及布朗的家人。相比前晚逮捕了47人，当天仅有六人被捕 。目睹了社会局势的改善后，8月21日，尼克松从弗格森撤回国民警卫队。8月23日，抗议活动和平持续，但有三人被捕。同一天，在“我是达伦·威尔逊”的支持旗号下，50-70人在弗格森集会。截至8月25日，支持者在网上众筹活动共捐出近40万美元。线上活动也招来众多种族主义者的评论，迫使网站关闭评论。
为尊重葬礼程序，布朗的家人让支持者8月25日当天停止抗议。“我希望明天是和平的，好让我们的儿子安息。拜托了，这是我的请求，”布朗的父亲表示。该活动得到数千人响应，2500人挤满避难所，教堂有人被挤出去。据估计，两千多人到教堂参加葬礼。布朗的堂兄弟埃里克·戴维斯在葬礼上表示：“去投票吧，让你的声音被听到，让大家知道，我们已经受够了这一切！”

### 抗议再起：11月24日
在密苏里州大陪审团决定不起诉涉事警察达伦·威尔逊当天，数百名聚在弗格森市警察局门前等待处理结果的当地民众表达了不满，之后再次引发骚乱。愤怒的抗议民众高呼“还我公正”“阻止种族主义凶手”等口号聚集游行，多辆警车及一些沿街店铺被点燃，警察使用了催泪弹驱散人群，当晚在弗格森拘捕了20余名暴力抗议人士。抗议现场甚至传出了枪声，不过警方表示并非他们所为。警方负责人称，相对8月弗格森骚乱期间冲突最严重的一晚，当晚的情况更加严重。
当天华盛顿、纽约、波士顿、费城、克利夫兰、匹兹堡、芝加哥、洛杉矶、西雅图等城市当天也爆发示威活动，抗议圣路易斯县大陪审团作出对白人警察威尔逊免予起诉的决定。

### 11月25日
华盛顿、纽约、西雅图、洛杉矶等地11月25日晚间有群众聚集表达不满。示威大致和平，但纽约曾一度有人堵塞布鲁克林大桥等交通要道。而在经历过一整天骚乱后，密苏里州当局向弗格森增派了2200名国民警卫军人员镇暴。当地25日晚基本平静，不过镇内一段主要马路曾被示威者封堵，也有人在联邦法院大楼外集会，镇内示威者至26日凌晨仍未散去。

## 各界反应

### 联邦政府
- 8月12日，总统奥巴马向布朗的家人和所在社区表示慰问，称司法部正与当地官员调查情况[206]。
- 8月12日，马萨诸塞州参议员伊丽莎白·沃伦和密歇根州代表贾斯丁·阿马许发表推特，称警方行动让弗格森成了“战场”，阿马许8月13日称情况“可怕”，沃伦8月14日要求答复[207]。
- 8月14日，肯塔基州参议员兰德·保罗在《时代》杂志专栏上表示，警察部队必须实现非军事化：“18岁的迈克尔·布朗被枪杀是可怕的悲剧”，认为“就因为不够密切重视，有人认为种族无法扭转刑事司法在这个国家的运用[208]。”
- 8月16日，美国国会议员弗格森镇代表莱西·克雷表示，“对弗格森警方和县检察院公平调查布朗死亡失去信心[209]。克莱认为警方发布有关抢劫的信息，影响到圣路易斯县陪审团候选人，损害到迈克尔·布朗的人格。8月17日，克莱呼吁展开警方如何与非裔美国人社区互动的全国对话。
- 8月18日，美国总统奥巴马宣布司法部独立联邦民权调查布朗死因[210]。
- 8月20日，当天举行的美国国务院新闻发布会上，一名土耳其记者向发言人哈夫发难，质疑美国政府一面批评土耳其无新闻自由，一面在本国恶意对待外国记者。“很明显，这是一个内政问题。”哈夫向土耳其记者一再强调[211]。
- 8月22日，最高法院法官露丝·巴登·金斯伯格接受《国家法律杂志》采访时表示，弗格森事件和纽约警方盘查权真正透露出种族问题[212]。
- 9月4日，埃里克·霍尔德宣布，司法部将调查弗格森警方可能的不当或歧视行为：“（我们）已确认司法部展开调查，确认弗格森警方是否有违反美国宪法和联邦法律的模式和做法[213]。”
- 11月24日，密苏里州大陪审团宣布裁定结果当晚，美国总统奥巴马在白宫发表讲话，呼吁民众在弗格森案宣判后保持冷静。[214]而次日（25日）奥巴马对于再次爆发骚乱表示，任何破坏与骚乱犯罪行为都无可推卸，“没有藉口”，任何涉案人员都应当被检控。[215]

### 州政府
- 8月14日，密苏里州州长杰伊·尼克松表示，弗格森骚乱“极具挑战性”，承诺“转变行动”以缓和局势[216]，运用密苏里州公路巡逻队引导安全[217]。
- 8月15日，密苏里州弗格森镇参议员代表玛丽亚·查普尔-纳达尔，在示威过程中遭到催泪瓦斯对待。她在采访中表示：“没事，迈克尔·布朗是否犯下偷窃罪并不是问题，问题是达伦·威尔逊碰见布朗时究竟发生了什么，让布朗丧命。这时唯一必需的事实[218]。”
- 8月16日，骚乱发生后，尼克松州长宣布紧急状态，并实行宵禁[183]。
- 8月18日，宵禁未能制止骚乱，尼克松州长解除宵禁，派遣密苏里州国民警卫队协助警方行动[219][220]。
- 8月19日，尼克松州长强烈要求检控威尔逊警官的论调引发广泛批评。副州长彼得·金德谴责尼克松的评论，指出：“看到一个人入驻州政府高层办公室真的让人痛心，密苏里州政府的首席执行官，拿出声明预先判断情况。”华盛顿大学法学院刑事司法研究所主人彼得·乔伊表示，私人起诉民选警官极不寻常[221]。
- 8月21日，尼克松州长撤出国民警卫队[197]。

### 当局
- 8月11日，考虑到步行上学的学生安全，附近的詹宁斯学区第一天放假[222][223]。
- 8月12日，因要处理警方与示威者的利益，圣路易斯县警察局局长萨姆·道特森决定不再向弗格森镇加派人手[224]。
- 8月13日，弗格森-弗洛里森特学区将星期四到下周一的课程推迟一天[225]。8月17日，由于局势持续动荡，詹宁斯和江景花园学区放假[226]。
- 8月18日，星期日晚九点，学区管理员宣布学校关闭至周末[227][228]。

### 布朗家属
布朗的一名身份不明的表兄代表家人，向当地电视台发表声明，回应当地广泛的抢劫和暴力事件：“（我们）只希望每个人都知道和了解洗劫商家不是迈克尔所想的，这让我和家人们十分不安，我的家人们并没有要求这样做。但为了正义与和平，请让我的家人们平复伤心情绪，当我们抗议司法对待我的表兄迈克尔·布朗不公时，请将这个信息传递给每个人——布朗的家人们不希望这样。”

### 涉案警员达伦·威尔逊
- 11月25日，涉案警员达伦·威尔逊自事发以来首次承认开槍，称他开枪的决定是正确，“问心无愧”，无关种族。威尔逊接受美国广播公司采访时说，他当时不可能有别的选择。他还否认一些目击者所称布朗被枪击前曾高举双手示意投降的说法。[215]

### 第三方
- 8月10日，艾尔·夏普顿牧师的全国行动网络计划前往圣路易斯县[231][232]。当地牧师举行守夜活动[232]。另一场守夜活动于当天晚上8点在布朗遇害地举行[232]。
- 8月13日，白宫官方网站信访系统我们人民的一封请愿书，要求规定警员巡逻时必须佩戴随身摄像头。截至9月1日，请愿书累积签名15万，超过白宫官方回应需要10万签名的门槛[233]。为布朗家人创建的筹款网页上线[234][235]。面向威尔逊的类似网络募捐活动，四天内就达到235000美元的预期目标，从而为建立免税收慈善协会创造条件[236][237][238]。
- 8月14日，全国各地100多座城市爆发守夜和游行活动，成千上万人出席活动。他们透过Twitter帐号@FeministaJones和#NMOS14话题组织活动[239][240]。匿名协会的黑客行动主义者设立网站和推特账号，开展代号为“弗格森行动”的网络攻击[241]。该组织承诺，如果有示威者遭到骚扰或伤害，就会攻击这座城市的服务器和计算机，拉他们下线[241]。市官员表示，电邮系统和电讯网络中断，市政厅内网崩溃[241][242]。8月15日，匿名成员告诉《MotherJones杂志》正努力确认杀死布朗的警员身份[243]。8月14日，有匿名用户发表Twiiter，公布涉及枪击案的警员信息[244][245] 。不过，警方表示该用户发表的信息为谣言[246]。Twitter随后暂停了匿名用户的服务[247]。
- 8月17日，一群藏族僧人参与弗格森镇的抗议[248]。约150人前往圣路易斯市中心抗议，支持达伦·威尔逊。抗议者表示威尔逊是受害者，任何对他的处罚会造成警方人人自危[249]。全国有色人种协进会主席康奈尔·布鲁克斯，要求为案件设立特别检察官。他表示，弗格森的黑人社区需要恢复信誉[133]。
- 8月18日，皮尤研究中心公布8月14日-17日间，针对1000名成年人的民调结果。结果显示枪击案造成鲜明的种族和政治分裂的反应。约四分之一的非裔美国人表示枪击案暴露出重要的种族问题，而37%到47%的白人表示种族问题更值得关注。公众舆论的分歧也出现在不同的党派。68%的民主党人（包含62%的白人）认为事件暴露出的种族问题值得讨论，而61%的共和党人认为种族问题已得到太多的关注。共和党人比民主党人更认为警方的回应适当（43%），而56%民主党人认为警方回应太过激。65%的共和党人对事件调查表示有信心，而民主党人仅有38%[250]。
- 8月28日，前国务卿希拉里·克林顿称国家刑事司法系统的应对“不公平”[251]。

### 国际反应
- 中华人民共和国：新华社于奥巴马下令国民警卫队进入弗格森数小时前表示：“很明显，美国需要做的是集中精力解决自身问题，而不是总对别人指指点点[252]。”
- 埃及：外交部呼吁抗议“保持自我克制，尊重机会和和平表达见解的权利”，希望美国当局按照“国际标准”处理抗议活动[253]。发言人表示，埃及正密切跟进弗格森“上演中的抗议[254]”。
- 伊朗：伊朗伊斯兰共和国通讯社表示，近年来暴力在美国已制度化，暴力就因2009年诺贝尔和平奖得主奥巴马总统入主白宫而加剧，现在针对弗格森黑人而爆发[252]。“
- 俄羅斯：外交部表示：“对其他国家强加猜疑前，我们的伙伴美国需要更加注重恢复自己国家的秩序。”而美国“人权堡垒”的自身定位，“系统地”积极参与“民主”，“严重侵犯基本人权，助长野蛮行径[252]。”
- 土耳其：外交部批评美国警方拘留报道事件的阿纳多卢通讯社记者，称其不可接受，是对新闻自由的攻击[255]。”
- ：称美国为“人权墓地[256]”。
- 国际特赦组织派遣一队人权观察员、培训人员和研究人员前往弗格森镇。这是该组织首次向美国派遣团队[257][258][259]。
- 伊斯兰国家武装分子表示将利用社交媒体鼓励弗格森的伊斯兰极端主义者[260][261][262]。
- 联合国秘书长潘基文呼吁美国当局保护抗议者和平集会和言论自由权。潘的发言人呼吁“所有人克制，执法者恪守处理示威者的美国和国际标准[263]。
- 加拿大：CBC新闻采访多伦多大学经济与法学院安全管理部专家Marcel Kuhlmey，他断言弗格森的事不会发生在加拿大。他表示：“在我看来，美国警察诉诸枪炮很迅速，甚至在训练时，（比加拿大）更为重视射击[252]。CTV表示事件根植于美国的种族主义，非裔美国人的处境并没有因马丁·路德·金而改善。
- 墨西哥：阿兹特克新闻表示，奥巴马的和解论调被许多活动家认为不足，几乎背叛奴隶制和种族隔离法律直至1965年仍然生效的结果[264]。
- 斯里蘭卡：斯里兰卡每日新闻认为：“斯里兰卡对美国发出旅游警告，认为密苏里州的种族骚乱很奇怪[252]。”
- 英国：《地铁报》的阿比盖·钱德勒表示：“比伦敦骚乱还要糟糕，人们用橡皮子弹、催泪瓦斯和高压水枪对付暴徒，弗格森为我们展现出一个活生生的例子，让我们异常感激这些战术没有在英国骚乱中采用[264]。”

## 葬礼
8月25日上午10时，布朗的葬礼于圣路易斯县友好寺传教浸信会教堂举行。阿尔法·派·阿尔法联谊会承担追思会和殡葬服务的全部服务。在一天前的集会上，布朗的家人请求支持者停止抗议一天，以尊重葬礼程序。
约4500人参加葬礼，其中包括三名白宫官员：“我的兄弟守护者特遣部队”负责人布罗德里克·约翰逊、公众参与办公室的马龙·马歇尔、希瑟·福斯特，其中马歇尔是布朗母亲的高中同学。艾尔·夏普顿发表悼词。

## 紀念會
佛格森民眾在事件屆滿一週年的紀念遊行上，原本抗議場面平和，但警方試圖驅散數百名妨礙交通、搶劫布朗喪生地點附近商店的抗議者時，出現群眾攻擊警方的暴力場面，過程中有三名員警在執勤時受傷。警方表示，兩群滋事分子互相開火，其中18歲的哈里斯逃走時遇上便衣刑警，哈里斯開槍攻擊沒有警車標誌但有紅藍警用閃燈的刑警車輛，四名刑警還擊，哈里斯中彈重傷送醫，並吃上攻擊執法人員、持械犯罪等10項罪名。不過，哈里斯的父親泰隆指控警方說謊；他表示，哈里斯沒有槍，和哈里斯同行的兩名女孩說，他只是碰巧遇上兩派人馬械鬥。聖路易郡首長史坦格表示，有鑒於9日晚間的暴力和騷動，為防止民眾生命、財產受到危害，佛格森及周邊地區進入緊急狀態，立刻生效。當佛格森進入緊急狀態後，警方有權實施宵禁，但警方暫時未宣布宵禁；附近城鎮也派警力來支援。密蘇里州長尼克森已對晚間的暴力場面表示遺憾，但去年曾出動國民兵恢復秩序的尼克森並未提到加強安全措施。。